# 多久茂文
多久 茂文（たく しげふみ）は、江戸時代前期から中期にかけての肥前国佐賀藩士。多久鍋島家（後多久氏）4代当主。

## 略歴
寛文9年（1670年）、佐賀藩2代藩主・鍋島光茂の三男として誕生。後に3代多久邑主・多久茂矩の養子となり、貞享3年（1686年）、家督を継ぐ。
儒学者・武富咸亮、実松元林に学び、東原庠舎・多久聖廟を創建する。鍋島元武の三男を長女・千重子（本良院）の婿養子とし、茂村と名乗らせる。
正徳元年（1711年）、死去。
茂村は茂文没後に5代多久邑主を継ぐが、兄で小城藩4代藩主・鍋島元延が正徳4年（1714年）に没すると5代藩主・鍋島直英となる。そのため、次女・曽雄の婿である茂明が6代邑主として相続した。
明治44年（1911年）、正五位を追贈された。

## 系譜
- 父：鍋島光茂（1632-1700）
- 母：廉
- 養父：多久茂矩（?-1690）
- 正室：彦市 - 鍋島直堯娘
- 生母不明の子女
  - 長女：千重子 - 本良院、鍋島直英正室
  - 次女：曽雄 - 多久茂明正室
- 養子
  - 男子：鍋島直英（1699-1744） - 鍋島元武の三男
  - 男子：多久茂明（1693-1739） - 鍋島茂清の子